# Kaesong
Kaesong (hangul: 개성, hanja: 開城特級市) je grad u pokrajini Sjeverni Hwanghae, na jugu Sjeverne Koreje, koji je nekada bio „grad pod izravnom upravom”, te pod imenom Gaegyeong - prijestolnica Koreje tijekom dinastije Koryo (919. – 1392.).
Grad se nalazi kraj Industrijske oblasti Kaesŏng (Kaesŏng Kongŏp Chigu; 개성 공업 지구; 開城工業地區) i u njemu se nalaze ostaci palače Manwoldae, zajedno s još 11 skupina povijesnih ostataka iz vremena dinastije Koryo od 10. do 14. stoljeća. Ovi arheološki lokaliteti su 2013. godine upisani na UNESCO-ov popis mjesta svjetske baštine u Aziji jer "utjelovljuju političke, filozofske i duhovne vrijednosti presudne za povijest ovog područja". U prošlosti se zvao i Songdo (송도/松都), tj. „Grad borova”. Napredovao je kao trgovačko središte, odnosno zahvaljujući proizvodnji korejskog ginsenga, po čemu je poznat širom svijeta. U današnjoj Sjevernoj Koreji predstavlja središte lake industrije. Prema podatcima iz 2008. god., u njemu živi 308.440 stanovnika.

## Povijest
Najstariji dokazi naseljenosti u ovom kraju potječu iz neolitika, poput okamine i kamenih sjekira koje su pronađene na lokalitetima planine Osong i dvostruke zidine utvrde Kaesong Nasong.
Tijekom razdoblja vladavine starovjekovne države Goguryeo, Kaesong je pripadao plemenskoj konfederaciji Mahan i bio je poznat kao Busogap. Prije no što je država Baekje bila primorana povući se na jug 475. god., stotinu godina je vladala i ovim područjem. 
Šesnaeste godine vladavine kralja Jinheunga, 555. god., kraljevstvo Sila je osvojilo grad i kralj mu je promijenio ime u Songak-gun. treće godine vladavine kralja Hyosoa, 694. god., u gradu je podignut dvorac i grad je od tada poznat samo kao Songak (송악; 松嶽). U 9. stoljeću započeo je pad Sille i nastupilo je razdoblje vladavine gospodara rata. God. 898. osvojio ga je Gung Ye koji je osnovao kratkotrajnu državu Kasniji Goguryeo, a koju je 919. god. osvojio Wang Geon, osnivač kraljevtsva Goryeo. On je na jugu grada uspostavio svoju prijestolnicu Gaeju iz koje se nadalje vladalo kraljevstvom Goryeo. God. 960., u 11. godini vladavine kralja Gwangjonga, grad je preimenovan u Gaegyeong, a 995., u 14. godini vladavine kralja Seongjonga uzdignut je u Gaesong-bu. God. 1010., prve godine vladavine kralja Hyeonjonga, palača i dvor su gotovo potpuno izgorjeli tijekom Drugog Goryeo-Kitanskog rata kada je kralj nakratko morao napustiti Kaesong.
God. 1198., rob imena Manjǒk (ili Manjeok, 만적; 萬積) organizirao je pobunu robova koji su se naposljetku okupili pred zidinama Kaesonga. Pobunu je suzbio gospodar rata, Choe Chung-heon. Uslijedile su godine nestabilnosti i slabljenja kraljevske vlasti što je dovelo do pada dinastije Koryo 1392. god. kada je uspostavljena dinastija Joseon koja je preselila prijestolnicu u Hanyang (današnji Seul) 1394. god.
Kaesong je ostao dijelom pokrajine Gyonggi sve do Korejskog rata (1950. – 53.). Kada je Koreja poslije Drugog svjetskog rata podijeljena 38. paralelom, Kaesong se nalazio na južnoj strani (u Južnoj Koreji), no već prvih dana Korejskog rata vojska Sjeverne Koreje (KNA) je osvojila Kaesong. Dana 9. listopada 1950. snage UN-a su oslobodile grad nakon Bitke za Inchon, no morale su napustiti grad nakon napada dobrovoljačke armije kineske vojske polovicom prosinca iste godine. Grad je ostao u rukama komunista do kraja rata, a u njemu su i započeli pregovori o obustavi vatre 10. srpnja 1951. god., ali su premješteni u Panmunjom. Dana 27. srpnja 1953. god. potpisana je obustava sukoba i Kaesong je ostao jedini grad koji je promijenio vlasnika tijekom rata. Od tada je grad dio Kaesŏng regije (Kaesŏng Chigu; 개성 지구; 開城 地區) koja je 1955. god. postala „Grad pod izravnom upravom” (Kaesŏng Chikhalsi; 개성 직할시; 開城 直轄市), uz samu granicu dvaju Koreja, tzv. „Demilitariziranu zonu”. God. 2002. organizirana je Industrijska regija Kaesong, dok je ostatak regije pripao pokrajini Sjeverni Hwanghae.

## Znamenitosti
Spomenici Koryo dinastije u gradu Kaesongu se sastoje od 12 zasebnih komponenti koje zajedno svjedoče o povijesti i kulturi od 10. do 14. stoljeća. Geomantijski raspored bivše prijestolnice, njegove palače, ustanove i grobni kompleks, obrambene zidine i gradska vrata utjelovljuju političke, kulturne, filozofske i duhovne vrijednosti ključnog razdoblja povijesti cijele regije. Upisani spomenici su i astronomska i meteorološka zvjezdarnica, dvije škole (uključujući i jednu posvećenu naobrazbi državnih službenika) i prigodne stele. Ova mjesta svjedoče o prijelazu od budizma na neo-konfucijanizam u istočnoj Aziji i na asimilaciju kulturnih, duhovnih i političkih vrijednosti od država koje su postojale prije ujedinjenja Koreje pod Koryo dinastijom. Integracija budističkih, konfucijanističkih, taoističkih i geomantijskih koncepta očituje se u planiranju grada i arhitekturi njegovih spomenika.

## Vanjske poveznice
- Njemačka stranica grada Kaesonga (njem.)
- "North Korea opens hidden city to tourists", BBC News (engl.)
- Galerija fotografija na službenim stranicama UNESCO-a